# Салтыков, Саркис Андреевич

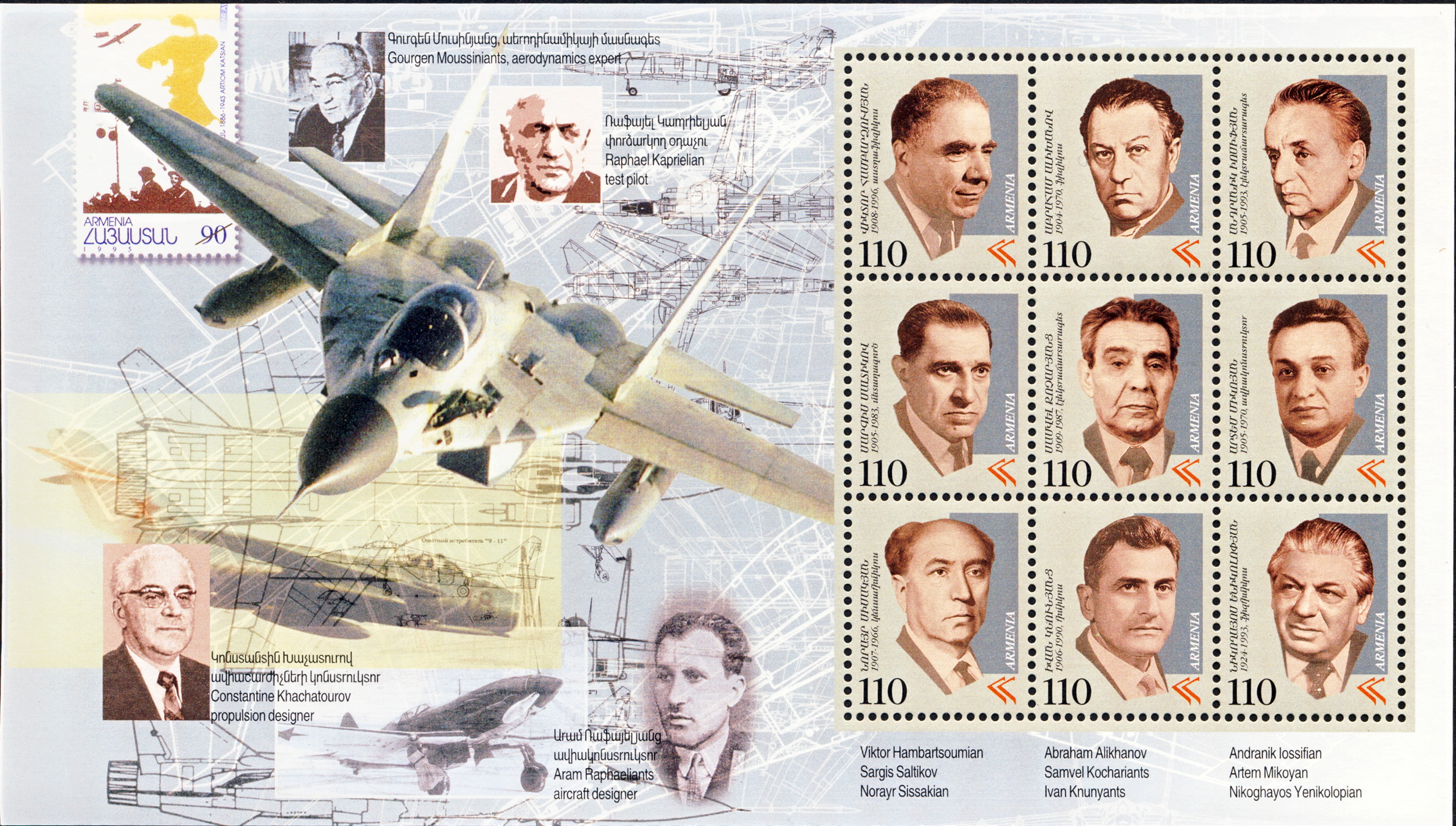
Амбарцумян, Алиханов, Иосифян, Салтыков, Кочарянц, Микоян, Сисакян, Кнунянц, Ениколопян

Сарки́с Андре́евич Салтыко́в (Салтикян) (Саргис Салтиков (Салтикян); (арм.Սալտիքյան Սարգիս Անդրեասի) 28 августа 1905, Чалтырь, Ростовский округ, область Войска Донского, Российская империя —1983) — советский инженер и учёный-металлург, профессор.
Исследовал и разрабатывал новые сплавы, создал дисциплину стереометрической металлургии.

## Биография
Родился 28 августа 1905 года в с. Чалтырь Ростовской области в армянской семье.
Свою инженерную деятельность С. А. Салтыков начал на заводе «Ростсельмаш». За годы работы на этом предприятии (более 14 лет) Салтыков стал авторитетным специалистом в области термической обработки, опубликовав более 50 статей (1932—1941).
В 1937 году на заводе Салтыков начал систематическую работу над проблемой количественной оценки пространственной микроструктуры сплавов, которую в дальнейшем продолжил и обобщил в Ереване. Эти исследования были опубликованы в ряде статей и завершились монографией «Введение в стереометрическую металлографию», изданной Академией наук Армянской ССР в 1950 году.
Стереометрическая металлография явилась основой новой науки — стереологии (1961). В этом же году было создано Международное общество стереологии. Стереологический метод анализа получил широкое распространение в самых разных отраслях знания. Признанным основоположником стереологии является С. А. Салтыков.
С 1953 года Саркис Андреевич был занят преподавательской работой в Ереванском политехническом институте им. К. Маркса.
Им был разработан ряд курсов и опубликованы учебные пособия по металловедению (на армянском языке), число которых превышает 100. В 1976 году в Москве в издательстве «Металлургия» вышло его учебное пособие по стереометрической металлографии:
- Стереометрическая металлография (Стереология металлических материалов) : Учебное пособие для вузов / С. А. Салтыков. — М. : Металлургия, 1976. — 270.

Умер в 1983 году.

## Звания и награды
- Заслуженный деятель науки Армянской ССР (1965).